# 宇部市総合福祉会館

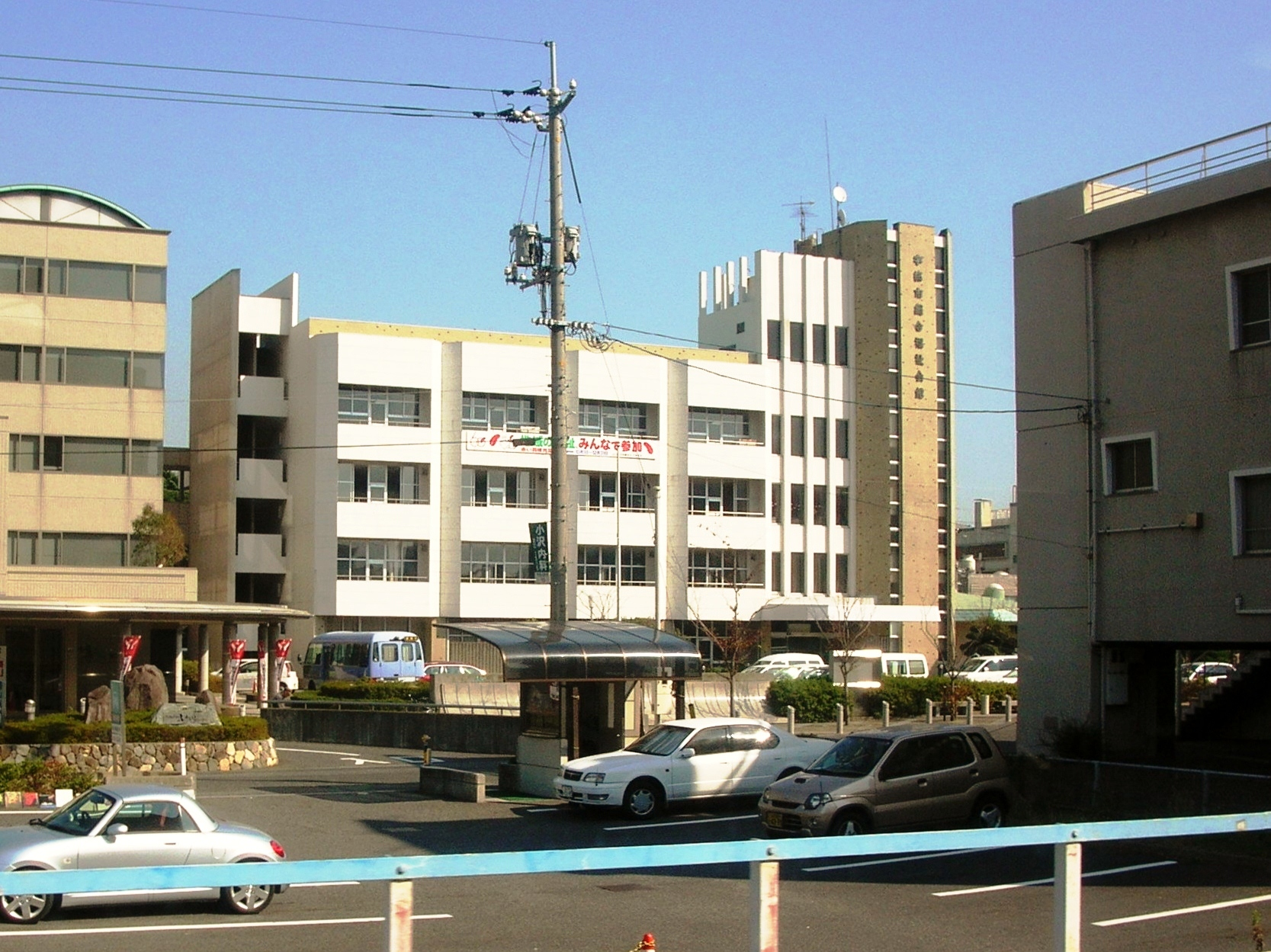
宇部市総合福祉会館

宇部市総合福祉会館（うべしそうごうふくしかいかん）は、山口県宇部市にある公益福祉施設。1974年（昭和49年）に開館。宇部市は2025年3月末での閉館を発表している。

## 概要
宇部市における市民福祉の増進と市民生活の向上を図る拠点として開設され、福祉団体やボランティア活動の拠点としての利用が推奨されていた。
建物は鉄筋コンクリート造り4階建て。中心となる大ホールは収容人数350人である。アジアJVが指定管理者として、隣接地にある多世代ふれあいセンターと合わせて施設の運営・管理を行っている。
築約50年で老朽化が進み、耐震性がないことも問題になっていたが、2023年（令和5年）7月に空調機器の一部が故障して修理費用に600万円がかかる見込みとなった。そのため隣接する多世代ふれあいセンターなどへの機能移転を前倒しすることになり、2025年3月末での閉館が発表された。

## 所在地
- 所在地： 〒755-0033 宇部市琴芝町二丁目4番20号

## 交通
- 鉄道： JR琴芝駅下車、徒歩2分
- 路線バス： 宇部市交通局「琴芝駅前」バス停下車、徒歩2分
- 無料駐車場が54台分設置されている。